# Barbara Locher
Barbara Locher (* in Bern) ist eine Schweizer Sopranistin und Professorin für Sologesang an der Hochschule für Musik in Luzern.

## Leben und Karriere
Barbara Locher wuchs in Bern auf und erhielt dort ihre Gesangsausbildung am Konservatorium durch Jakob Stämpfli, später auch in Basel bei Elsa Cavelti. Zu ihrem Repertoire gehören vielfach Werke von Johann Sebastian Bach. 1979 bis 1982 nahm sie in Stuttgart an der „Internationalen Sommerakademie Johann Sebastian Bach“ teil und ist seit den 1980er-Jahren international als Konzert- und Opernsängerin tätig, unter anderem 1985 als Sopran der Kaffee-Kantate an der Bayerischen Kammeroper. 1988 sang sie den Sopran in der Aufführung der Johannespassion des Basler Bach-Chors, 1999 war sie mit dem Philharmonischen Chor Berlin in Aufführungen der h-Moll-Messe zu hören.
Mit der Hochschule Luzern nahm sie mehrere CDs mit Werken von Frank Martin und Wolfgang Amadeus Mozart auf.

## Auszeichnungen
- 1998: Auszeichnungspreis für Musik des Kantons Solothurn.